# Ella Hval
Ella Hval, född Ella Signe Quist Kristoffersen 7 januari 1904 i Kristiania (nuvarande Oslo), död 17 december 1994 i Stavanger, var en norsk skådespelare och teaterregissör.

## Biografi
Hval växte upp i en arbetarfamilj. Utöver den obligatoriska skolgången studerade hon ett år vid Kristiania kommunale middelskole. Åren 1921–1923 arbetade hon på advokatkontor, 1923–1925 som medhjälpare på en bokföringsbyrå och 1929–1934 som kassör i Korn- og Melgrossistenes landsforening. Hon spelade amatörteater i Arbeidersamfunnet och medverkade i Samfundsteatret. Därutöver skrev hon filmrecensioner i Norges kommunistblad under pseudonymen Solo-lokvist.
År 1932 engagerades hon vid Chat Noir i föreställningen Feriekolonigutt och hon spelade också huvudrollen i Flammen vid Søilen teater. Åren 1934–1935 var hon vid Nationaltheatret och 1936–1937 gästspelade hon vid Den Nationale Scene, där hon fick sitt genombrott i rollen som Vibeke i Helge Krogs Oppbrud. Hon var fast engagerad där 1937–1940. Därefter återvände hon till Nationaltheatret där hon var fast anställd fram till pensioneringen 1974. Under många år arbetade hon som lärare vid Nationaltheatrets elevskola. Hon gästspelade också vid flera andra teatrar, även efter pensioneringen. Som 80-åring hade hon huvudrollen i Bjørg Viks Døtrene på Oslo Nye Teater. Hon gjorde också hundratals roller vid Radioteatret under 40 år.
Vid sidan av teatern verkade hon som filmskådespelare och debuterade 1949 i Gatpojkar. Hon gjorde sammanlagt 22 film- och TV-roller 1949–1987.
Åren 1951–1961 samt 1965–1967 var hon ordförande i Norsk Skuespillerforbund.
Hon publicerade 1979 minnesskriften Jeg har alltid hatt vanskelig for å glemme.

## Familj
Hval var dotter till kommunalarbetaren Kristoffer Kristoffersen (1878–1944) och Anne Marie Quist (född 1879). Hon var gift första gången från 1924 med lyrikern Rudolf Nilsen (1901–1929) och andra gången från 1932 med överläkaren Einar Hval.

## Priser och utmärkelser
Hval utnämndes till riddare av första klass i St Olavs Orden 1973. Hon erhöll även Kungens förtjänstmedalj i guld samt var riddare i Islands Falkeorden. Hon blev hedersmedlem i Norsk Skuespillerforbund 1957 och mottog Norsk kulturråds hederspris 1977.

## Filmografi
- 1949 – Gatpojkar
- 1953 – Ingen mans kvinna
- 1955 – Hjem går vi ikke
- 1956 – Kvinnens plass
- 1956 – Gylne ungdom
- 1956 – Ektemann alene
- 1957 – Smuglere i smoking
- 1958 – Ut av mørket
- 1963 – Nedjma
- 1963 – Le motorizzate
- 1964 – For å skjule sin nakenhet
- 1965 – Smeltedigelen
- 1966 – Den avskyelige snødamen
- 1969 – Frøken Rosita
- 1969 – Røtter
- 1972 – Home
- 1974 – Den siste Fleksnes
- 1975 – Skraphandlerne
- 1975 – Etter brannen
- 1976 – Nitimemordet (TV-serie)
- 1977 – Lykkespill (TV-serie)
- 1977 – Kattelek
- 1981 – Når eplene modnes
- 1981 – Förföljelsen
- 1986 – Utan vittne
- 1987 – Feldmann saken